# 波伊杜尼夫卡
波伊杜尼夫卡（烏克蘭語：Пойдунівка），是烏克蘭東部哈爾科夫州庫皮揚斯克區库皮扬斯克市镇内的村落，處於謝涅克河右岸，距離普羅科皮夫卡3公里，面積0.12平方公里，海拔高度108米，2001年人口16。